# جاك روبي
جاك روبي (بالإنجليزية: Jack Ruby) (25 مارس 1911 في شيكاغو - 3 يناير 1967 في دالاس) أصبح معروفا من خلال قتله لي هارفي أوزوالد الذي كان بدوره متهما باغتيال جون كينيدي عام 1963.

## حياته الشخصية
ولد جاك لمهاجر يهودي بولندي. عاش مع إخوته السبعة. بدأ في أنشطته الإجرامية وهو في سن صغيرة. عند بلوغة السادسة عشر من عمره انضم إلى عصابة آل كابوني. كان جاك يتقاضى النقود في البداية من خلال السوق السوداء وعن طريق الغش أيضا وفي الأخير من خلال الملاهي الليلية. أصبح عام 1937 منظم أسلحة في شيكاغو، من خلال تعليمات المافيا. في 24 نوفمبر 1963 أطلق جاك النار على المشتبه في اغتيال جون كندي لي هارفي أوزوالد في الطابق السفلي لمبنى الشرطة في دالاس. تمت إدانته في 14 مارس 1964 وأُصدر حكم الإعدام في حقه لكنه لم يعدم .

## وفاته
توفي جاك عام 1967 وكان ذلك بعد وقت قصير من إعادة فتح قضيته من جديد من طرف المدعي العام لمقاطعة نيو أورلينز جيم غاريسون.

## روابط خارجية
- جاك روبي على موقع IMDb (الإنجليزية)
- جاك روبي على موقع الموسوعة البريطانية (الإنجليزية)
- جاك روبي على موقع إن إن دي بي (الإنجليزية)
- جاك روبي على موقع ديسكوغز (الإنجليزية)